# Jiří Polma
Jiří Polma (25. února 1950 Jičín – 28. dubna 2018) byl český protestantský teolog, jenž působil v Jednotě bratrské a posléze v Českobratrské církvi evangelické (ČCE).

## Život
Od 1. srpna 1972 do roku 1975 stál v čele sboru v Rovensku pod Troskami. Poté mezi roky 1975 a 1996 byl farářem turnovského sboru a od roku 1996 do konce roku 1999 zastával funkci faráře sboru v Železném Brodě. Od 1. ledna 2000, kdy se Jednota bratrská rozdělila na dvě části, až do své smrti byl Polma kazatelem železnobrodského sboru v rámci Ochranovského seniorátu Českobratrské církve evangelické. Smuteční rozloučení se konalo 11. května 2018 v kostele v Železném Brodě.

## Dílo
Spolu s Jindřichem Halamou, Františkem Hýblem, Živanem Kuželem a Janou Uhlířovou sepsal publikaci nazvanou Jednota bratrská 1457–2007.
Podílel se také na publikacích Dvanáct příběhů ze Starého zákona (1998) a Přemyšlování o moudrosti Jana Amose Komenského (1992), vydaných nakladatelstvím Bonaventura v Praze. Pravidelně se účastnil komeniologických kolokvií pořádaných Muzeem Jana Amose Komenského v Uherském Brodě, kterému odkázal své komeniologické sbírky. Příležitostnými zprávami přispíval také do časopisu Studia Comeniana et historica.